# Beaulieu, Puy-de-Dôme

Beaulieu este o comună în departamentul Puy-de-Dôme, Franța. În 1 ianuarie 2022 avea o populație de 474 de locuitori.